# Peugeot 306
O Peugeot 306 é um carro compacto produzido na França pela Peugeot entre 1993 a 2002, substituindo o Peugeot 309. A Peugeot introduziu no 306 muitas melhorias e actualizações, bem como uma estética modificada para competir com os seus adversários, mas foi substituído pelo Peugeot 307 em 2001. As versões "Cabriolet" e "Break" persistiram até 2002.

## Desenvolvimento
O 306 foi desenvolvido entre 1990 e 1992, ficando pronto no ano de 1993. Foi desenhado para ser uma substituição do Peugeot 309.
Mecanicamente, o 306 é praticamente idêntico ao Citroën ZX, que foi introduzido no mercado dois anos antes do 306: ambos usam o mesmo chassis. O 306, com seu estilo Pininfarina derivado do Peugeot 205, fez muito mais sucesso que o seu congenere da Citroën. O Citroën Berlingo e o Peugeot Partner foram também construídos na mesma plataforma. O chassis utilizado no 306 e no ZX foi também aproveitado no sucessor do ZX, o Citroën Xsara. A partilha das plataformas entre Peugeot e Citroën decorre do facto da empresa mãe da Peugeot, a PSA Peugeot Citroën no final da década de 1970, ter tomado conta da falida Citroën, no despertar da crise do petróleo em 1974. O primeiro carro após a união foi o Peugeot 104, baseado no Citroën Visa e Citroën LNA. Esta política de partilha de plataformas continua hoje em dia com o Peugeot 107, Citroën C1 e o Toyota Aygo.

## Primeira fase do 306
- Produção: 1993–1997
- Motorização: Gasolina
  - 1.1L 8V 60PS I4
  - 1.4L 8V 75PS I4
  - 1.6L 8V 90PS I4
  - 1.8L 8V 103PS I4
  - 2.0L 8V 123PS I4 XSi
  - 2.0L 16V 157PS I4 S16
  - 2.0L 16V 167PS I4 GTi-6

- Motorização: Diesel
  - 1.8L 8V 45PS I4
  - 1.9L 8V 71PS I4
  - 1.9L 8V 90PS Turbo I4
  - 1.9L 8V 92PS Turbo I4

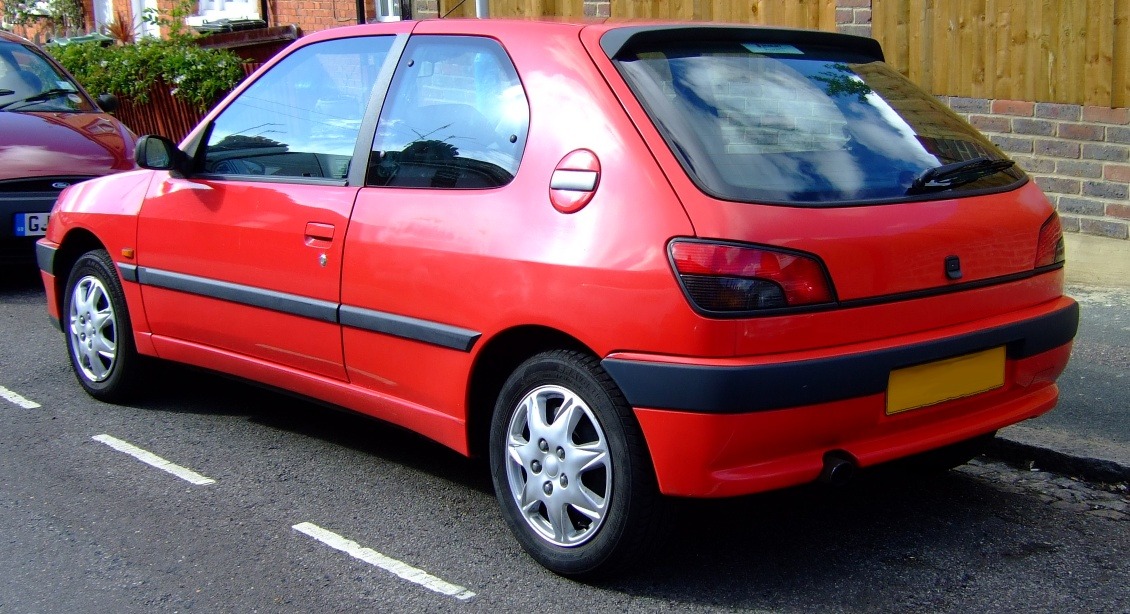
Peugeot 306 3 portas

O 306 foi lançado em Março de 1993 como um Hatchback de 3 e 5 portas, com modelos Sedan, Cabriolet e Break sendo lançados posteriormente. A versão Break ficou conhecida como SW, de "Station Wagon". O modelo desta primeira fase ficou conhecido como N3 na Austrália, e foi introduzido em 1994.
Uma enorme gama de tipos e modelos foram oferecidos durante esta primeira fase, incluindo Genoa, XSS, X, XT, XRdt e Xd. Mais tarde, foram adicionados vários modelos de "performance" modificada, como o S16, XSi e o GTI-6 (gasolina) e o D-Turbo S (diesel).
Todas as variantes do 306, com exceção dos modelos GTI-6 e cabriolet, tinham preços bem competitivos.

### Motores a Gasolina
Os primeiros motores a gasolina utilizados, possuíam 4 cilindros, o que alcançou uma sólida reputação em relação aos modelos da Peugeot mais antigos, como o Peugeot 205, 309 e o Peugeot 405. A princípio, todos os modelos principais foram equipados com motores da série "TU"  de 8 válvulas, contando com cilindradas variando entre 1.1, 1.4 e 1.6 litros. O 1.1 foi de curta duração, saindo de linha pouco após o início de produção, mas o 1.4 e particularmente o 1.6 se adaptaram muito bem; este último oferecendo uma boa relação entre performance e economia.
Três versões de maior cilindrada foram disponibilizadas, mas restritas aos modelos Automáticos e de alta Performance. Estes motores foram desenvolvimentos do modelo da série XU, o qual foi utilizado nos modelos 205 GTi 1.9, e nos modelos maiores do 405. Uma versão de 1.8 litros foi também utilizada em ambos os modelos de transmissão manual e automática (não foram produzidos muitos carros 1.8 com transmissão manual); enquanto duas versões da versão do motor de 2.0 litros com 8 ou 16 válvulas, foram usados nos modelos XSi e S16 respectivamente. Na Austrália, os únicos modelos disponíveis foram os 1.8 e 2.0L.

### Motores a Diesel
A Peugeot granjeou uma excelente reputação com os seus motores diesel, e o 306 foi inicialmente oferecido com o motor da série XUD em ambos os modelos: Atmosférico e Turbo. Este motor foi inicialmente uma unidade de 1.8 litros, mas a sua cilindrada foi logo aumentada para 1.9 litros. A versão turbo rapidamente ganhou uma ótima reputação. Não somente pela sua performance melhorada face a outros carros a diesel, mas devido a uma excelente relação custo-benefício, por ser um carro a diesel; e também mediante um design cuidadoso, apesar do peso extra, nada se alterou na óptima manobrabilidade do carro. O motor diesel de Injeção Indireta, XUD, é também popular por possibilitar a conversão para utilização de bio-diesel.

### Desenho do Chassis
O sistema de transmissão da PSA é às rodas dianteiras, aparentemente como um desenho comum a todos os modelos. Em relação à suspensão: na frente, foi instalado um modelo de Suspensão MacPherson com barra antirrolamento, enquanto a parte traseira utilizava o sistema de barras de torção semi-independentes. Todos os modelos (hatch, sedan e break) eram equipados com mangas de eixo traseiras direcionáveis, capazes de esterçar as rodas traseiras em até 4 graus para dentro da curva. Esse sistema se chama CATT; "Controle Automático do Trem Traseiro".

### Versões
As versões foram: XN, XL, XR, XT and XS; XN sendo o mais básico, e o XT o mais completo. O XR e o XT foram fabricados apenas na versão de 5 portas, e o XN e o XL disponível em versões de 3 portas. O D-Turbo e o XSi foram utilizados em ambas versões (3 e 5 portas), e tanto o XS como o S16 apenas na vesão de 3 portas.

#### Versões do Sedan

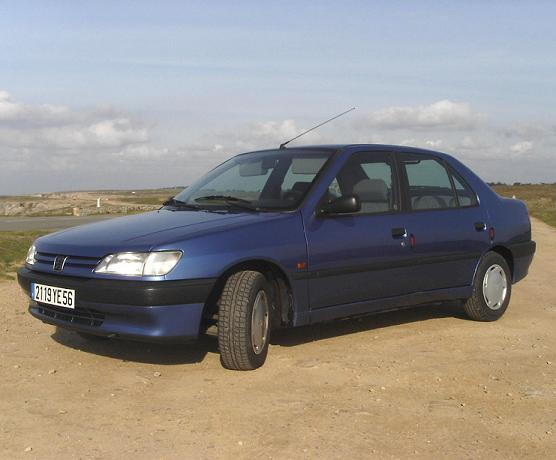
Peugeot 306 Sedan

A especificação do modelo Sedan foi marcado como SN, SL, SR, e ST. Este modelo, para muitos motoristas, fornecia uma alternativa ao mercado já dominado pelos modelos Hatchback e foi saudado pelo apresentador Jeremy Clarkson do conhecido programa Top Gear. O modelo foi comparado pela revista Whatcar Magazine como sendo um irmão inferior do Peugeot 405, mas esta não era uma verdade completa, pois o 306 tinha um desenho de suspensão mais sofisticado, os motores mais refinados (XUD9 ao invés do XUD8, instalado nos 405) e superior qualidade da construção. Ao contrário de mitos populares nenhum modelo da Peugeot foi galvanizado, o 306 beneficiou sim de um processo de alta qualidade, a pintura zinco-forescente, o que melhou significativamente a resistência à corrosão.

#### Versões Desportivas
A Peugeot criou uma versão D-Turbo "hot hatchback", a partir do modelo XS a gasolina mas com a unidade a diesel instalada. O 306 não foi o primeiro modelo económico de carros desportivos a diesel, mas sem dúvida um dos melhores e com mais reputado, o MkII VW Golf GTD no meio dos anos 1980.  Entretanto, o 306 D-turbo foi o primeiro a ter um grande sucesso comercial vendendo em números significantes. Este sucesso criou efectivamente o mercado para carros desportivos a diesel. Ele foi sucesso de vendas em todas as várias fases da vida deste carro.[carece de fontes?] A maioria dos D-Turbo tinham 3 portas, mas havia alguns poucos exemplos de um D-Turbo 5 portas.
As variantes D-Turbo e XS já traziam por padrão luzes dianteiras de neblina, pára-choques na pintura do carro com spoilers mais profundos, assentos esportivos e um volante deferente, e também um maior, e cromado, escape; Rodas de liga de 14 polegadas eram um extra opcional. Estes modelos se encaixavam entre as variantes XR e XT em termos de equipamentos padrões.
O XSi 8v 2.0 (motor XU10JP) à gasolina tinha ainda saias laterais subtis e uma roda opcional de 15 polegadas de liga, estas se tornaram padrão logo de seguida. O modelo também vinha equipado de fábrica com freios ABS nas quatro rodas e eixo traseiro auto direcional, mais conhecido como CATT. O painel de instrumentos contava com manômetro de pressão de óleo (bar) e ar condicionado automatizado.
O S16 2.0 16v (motor XU10J4) também a gasolina, foi de 1993 ao começo de 1997 a versão mais esportiva, contando com 155 cavalos de potência e todos os opcionais já encontrados no XSi, com adicional do teto solar elétrico e sistema CODE de bloqueio de partida.
Em meados de 1997, foi substituído por seu irmão mais potente, o GTI-6 (2.0 16v motor XU10J4-RS) que geravam 167 cavalos de potência, cortesia de um motor remodelado, e um sistema de transmissão de 6 Velocidades com curtas taxas (close-ratio) e algumas sutis revisões no chassis. O motor do GTI-6 era mais flexível que o encontrado no S16 e o novo sistema de transmissão tornou mais fácil o uso eficiente do motor.

## Segunda Fase do 306
- Produção: 1997–1999
- Motorização: Gasolina
  - 1.4L 8V 75PS I4
  - 1.6L 8V 90PS I4
  - 1.8L 16V 112PS I4
  - 2.0L 16V 136PS I4 XSi
  - 2.0L 16V 167PS I4 GTi-6

- Motorização: Diesel
  - 1.9L 8V 71PS I4
  - 1.9L 8V 90PS Turbo I4

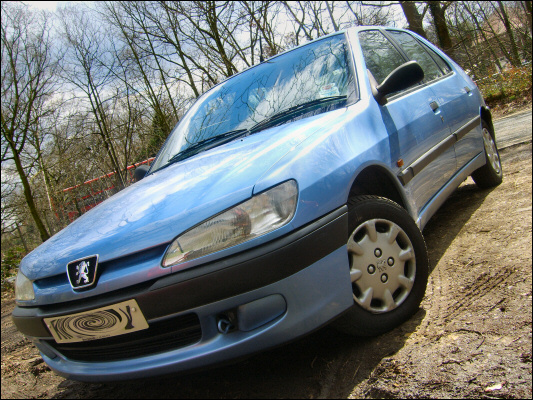
Peugeot 306 Hatch 5 portas

O 306 se submeteu à maior mudança de sua vida em Maio de 1997, com o lançamento da "Segunda Fase" (N5 na Austrália). A forma básica permaneceu a mesma, mas as luzes, grade e os pára-choques foram redesenhados com o intuito de trazer um estilo novo à linha, mais arredondado, a Família Peugeot parecia se estabilizar com o Peugeot 406. Lâmpadas indicadoras foram agora incorporadas à unidade da lâmpada principal e o novo estilo, denominado "bloco cheio", teve a logo de leão da Peugeot adotada.
Um novo estilo para o número do modelo do carro foi adotado na porta traseira, removendo a parte preta que servia como fundo. Foram feitas também algumas mudanças no layout do painel, incluindo um odômetro digital, e um acabamento melhor, o que trouxe o carro novamente à competição com outras montadoras. Novos motores também foram oferecidos, com ambas 1.8 e 2.0 versões à gasolina, ganhando cabeçotes de cilindros com 16 válvulas, trazendo também um modesto aumento na potência. Neste período, as designações anteriores foram substituídas por L, LX e GLX para o mercado inglês. Os modelos XS, XSi e GTI-6 continuaram como antes.
Os carros de 1998 para frente, receberam ainda mais melhorias, incluindo um console central que imitava alumínio em algumas versões e uma logo cromada da Peugeot no volante. Outras atualizações contavam também com a remoção da faixa preta da lateral e pára-choques na cor do carro em alguns modelos e novos estofamentos.
Novos modelos também foram apresentados durante a Segunda Fase. A versão Rallye lançada utilizando a mesma mecânica do GTI-6, mas com menos equipamentos de fábrica (janelas e espelhos manuais, sem ar-condicionado, tecido ao invés de couro, etc), tornando-o 65kgmais leve que o GTI-6. Foi fabricado em apenas três cores - preto, cereja e branco - e apenas 500 foram produzidos, todos para o mercado inglês. O único defeito é o custo do seguro, que nesta versão se torna muito cara.
O modelo Meridian (originalmente uma edição especial) foi re-lançado em 1999 e ostentava uma generosa lista de equipamentos incluindo novos assentos, e alguns upgrades a mais para o interior do carro.

## Terceira Fase do 306
- Produção: 1999–2002
- Motorização: Gasolina
  - 1.4L 8V 75PS I4
  - 1.6L 8V 100PS I4
  - 1.8L 16V 112PS I4
  - 2.0L 16V 136PS I4 XSi
  - 2.0L 16V 167PS I4 GTi-6

- Motorização: Diesel
  - 1.9L 8V 69PS I4
  - 2.0L 8V 90PS Turbo I4 HDi

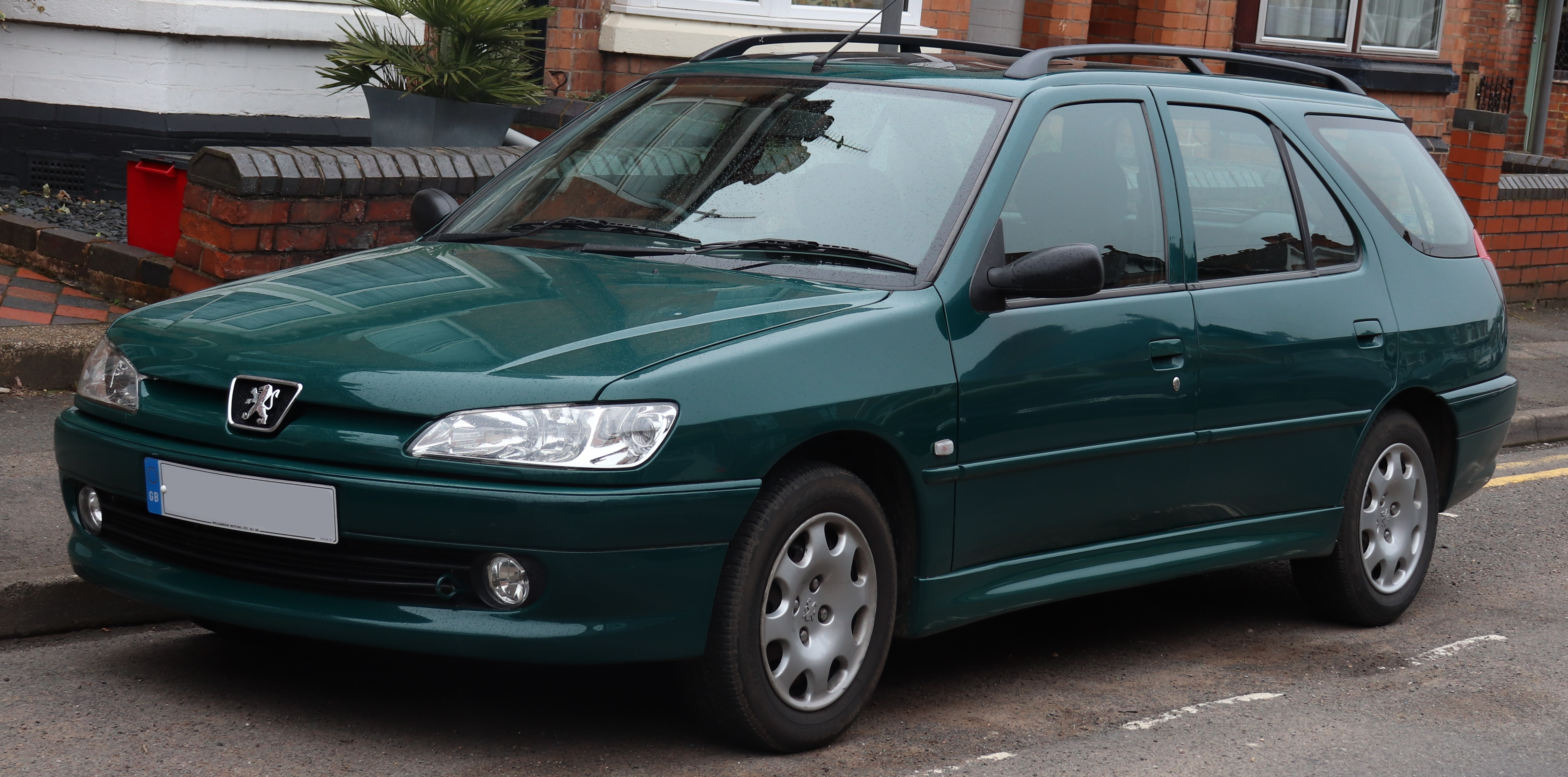
Peugeot 306 Perua 5 Portas

Modelos do meio do ano de 1999 viram ainda mais melhorias e modificações externas, incluindo lentes limpas (não riscada) na lanterna dianteira, lanternas de nevoeiro limpa e redonda, remoção da faixa preta na parte de baixo da porta traseira, remoção da vedação de borracha do pára-brisas traseiro, um emblema redesenhado na porta traseira, limpador de pára-brisas traseiro modificado e novas cores de pintura. Os upgrades internos foram menores, com a manopla do câmbio se tornando mais arredondada e prateada, enquanto os instrumentos do painel receberam um fundo também prateado.
Os modelos XS, XSi e D Turbo receberam o bodykit do GTi-6 e também seu interior. Nas variantes a diesel, o já envelhecido motor XUD foi substituído pelo mais novo e mais refinado motor DW10 HDi, que já dispunha de injeção common rail. Alguns modelos base fizeram uso do motor DW8, a diesel, aspirado. Quase todos os modelos dispunham do sistema ABS e múltiplos airbag como equipamento padrão. Limpadores de pára-brisas automáticos sensíveis à chuva se tornaram também padrão em todos os modelos, menos nos modelos base.

## O Fim da Linha
Apesar da reputação do 306 de excelência dinâmica estar atraindo compradores[carece de fontes?], sua reputação crescente de custos elevados de manutenção, falta de compradores de revenda, e qualidade suspeita de construção, fizeram-no ganhar uma má impressão.
Apesar dos esforços da Peugeot, o carro mal colocado em pesquisas de satisfação dos clientes da época, como a pesquisa anual ''JD Power''  que foi feita em associação com o programa televisivo da BBC, Top Gear. Todavia, o carro apareceu no Top 10 de carros mais vendidos no Reino Unido no período entre 1994 e 1998, e faltando pouco para chegar ao Top 10 durante seus três últimos anos de venda.
As vendas na França e na maior parte do resto da Europa foram também muito fortes.
O 306 Hatch encerrou sua produção em 2001 para dar lugar à seu substituto, o Peugeot 307. As versões Cabriolet e Break, continuaram em venda até 2002. O pouco vendido e com estilo questionável, Sedan, foi retirado de vendas do Reino Unido em 1999, porém, manteve-se disponível no resto da Europa até 2002.

## Segurança
Em 1998, o teste EuroNCAP do Peugeot 306 obteve 3 estrelas pela proteção aos ocupantes.
No ano de 2006, o Peugeot 306 fabricado entre 1994 e 2001 foi classificado como "Significativamente além da média" em sua habilidade de proteger os ocupantes no teste efetuado pela Australian Used Car Safety Ratings. Estes foram um dos resultados mais alcançados nas classificações de 2006.